# Ірвінтон (Джорджія)
Ірвінтон (англ. Irwinton) — місто (англ. city) в США, в окрузі Вілкінсон штату Джорджія. Населення — 531 особа (2020).

## Географія
Ірвінтон розташований за координатами 32°48′39″ пн. ш. 83°10′25″ зх. д. / 32.81083° пн. ш. 83.17361° зх. д. (32.810758, -83.173696).  За даними Бюро перепису населення США в 2010 році місто мало площу 8,15 км², уся площа — суходіл.

## Демографія
Згідно з переписом 2010 року, у місті мешкало 589 осіб у 217 домогосподарствах у складі 149 родин. Густота населення становила 72 особи/км².  Було 259 помешкань (32/км²).
Расовий склад населення:
| - 55,0 % — чорних або афроамериканців - 37,4 % — білих - 0,5 % — азіатів - 0,3 % — корінних американців - 6,1 % — осіб інших рас |

До двох чи більше рас належало 0,7 %. Частка іспаномовних становила 8,1 % від усіх жителів.
За віковим діапазоном населення розподілялося таким чином: 22,6 % — особи молодші 18 років, 62,6 % — особи у віці 18—64 років, 14,8 % — особи у віці 65 років та старші. Медіана віку мешканця становила 39,4 року. На 100 осіб жіночої статі у місті припадало 88,8 чоловіків;  на 100 жінок у віці від 18 років та старших — 90,8 чоловіків також старших 18 років.
Середній дохід на одне домашнє господарство  становив 44 034 долари США (медіана — 38 056), а середній дохід на одну сім'ю — 49 666 доларів (медіана — 43 250). Медіана доходів становила 32 024 долари для чоловіків та 21 806 доларів для жінок. За межею бідності перебувало 15,3 % осіб, у тому числі 18,1 % дітей у віці до 18 років та 18,7 % осіб у віці 65 років та старших.
Цивільне працевлаштоване населення становило 230 осіб. Основні галузі зайнятості: будівництво — 20,9 %, освіта, охорона здоров'я та соціальна допомога — 19,1 %, виробництво — 13,9 %, мистецтво, розваги та відпочинок — 11,7 %.